# تپه قیاس‌آباد
تپه قیاس آباد مربوط به دوران پیش از تاریخ ایران باستان است و در شهرستان چناران، بخش مرکزی، روستای قیاس آباد واقع شده و این اثر در تاریخ ۱۰ دی ۱۳۸۱ با شمارهٔ ثبت ۶۶۵۷ به‌عنوان یکی از آثار ملی ایران به ثبت رسیده است.